# 월드 사커 위닝 일레븐 8
위닝 일레븐 8(Pro Evolution Soccer 4, World Soccer: Winning Eleven 8)은 코나미의 위닝 일레븐 비디오 게임 시리즈 중 8번째 작품이다. 온라인 게임플레이와 더불어 오리지널 엑스박스에 선보인 시리즈 중 첫 번째 게임이다. 커버는 아스널의 스트라이커 티에리 앙리, AS 로마의 포워드 프란체스코 토티, 세계적으로 명망있는 이탈리아의 심판 피에를루이지 콜리나가 장식한다. 라이선스된 리그를 갖춘 시리즈 중 첫 번째 게임이다.
위닝 일레븐 8: 라이브웨어 에볼루션(Winning Eleven 8: Liveware Evolution)은 플레이스테이션 2용으로 온라인 플레이 기능을 갖춘 위닝 일레븐 시리즈 가운데 첫 번째 게임이 되었다. 온라인 플레이 중에 통계와 리그 점수가 플레이된 게임별로 서버에 저장된다. 위닝 일레븐 8 자체는 이 기능을 제공하지 않는다. 후속작은 2005년 출시된 월드 사커 위닝 일레븐 9이다.

## 평가
| 평론 점수 평론사 점수 PC PS2 엑스박스 에지 N/A 9/10 [ 1 ] N/A EGM N/A 8.83/10 [ 2 ] 8.83/10 [ 2 ] 유로게이머 9/10 [ 3 ] 9/10 [ 4 ] 9/10 [ 5 ] 게임 인포머 N/A 8.75/10 [ 6 ] 8.75/10 [ 6 ] 게임 레볼루션 A− [ 7 ] A− [ 7 ] A− [ 7 ] 게임프로 N/A [ 8 ] [ 8 ] 게임스팟 8.7/10 [ 9 ] 9.3/10 [ 10 ] 9.3/10 [ 10 ] 게임스파이 N/A [ 11 ] [ 11 ] 게임존 9.5/10 [ 12 ] 9.5/10 [ 13 ] 9.5/10 [ 14 ] IGN N/A 9.4/10 [ 15 ] 9.4/10 [ 15 ] OPM (US) N/A [ 16 ] N/A OXM (US) N/A N/A 8.3/10 [ 17 ] PC 게이머 (US) 89% [ 18 ] N/A N/A Detroit Free Press N/A N/A [ 19 ] The Sydney Morning Herald N/A [ 20 ] N/A 통합 점수 메타크리틱 (EU) 92/100 [ 21 ] (US) 88/100 [ 22 ] (US) 91/100 [ 23 ] (EU) 91/100 [ 24 ] (EU) 91/100 [ 25 ] (US) 90/100 [ 26 ] |                         |                         |                         |
| 평론 점수 |                         |                         |                         |
| 평론사 | 점수                    | 점수                    | 점수                    |
| 평론사 | PC                      | PS2                     | 엑스박스                |
| 에지 | N/A                     | 9/10                    | N/A                     |
| EGM | N/A                     | 8.83/10                 | 8.83/10                 |
| 유로게이머 | 9/10                    | 9/10                    | 9/10                    |
| 게임 인포머 | N/A                     | 8.75/10                 | 8.75/10                 |
| 게임 레볼루션 | A−                      | A−                      | A−                      |
| 게임프로 | N/A                     | [ 8 ]                   | [ 8 ]                   |
| 게임스팟 | 8.7/10                  | 9.3/10                  | 9.3/10                  |
| 게임스파이 | N/A                     | [ 11 ]                  | [ 11 ]                  |
| 게임존 | 9.5/10                  | 9.5/10                  | 9.5/10                  |
| IGN | N/A                     | 9.4/10                  | 9.4/10                  |
| OPM (US) | N/A                     | [ 16 ]                  | N/A                     |
| OXM (US) | N/A                     | N/A                     | 8.3/10                  |
| PC 게이머 (US) | 89%                     | N/A                     | N/A                     |
| Detroit Free Press | N/A                     | N/A                     | [ 19 ]                  |
| The Sydney Morning Herald | N/A                     | [ 20 ]                  | N/A                     |
| 통합 점수 |                         |                         |                         |
| 메타크리틱 | (EU) 92/100 (US) 88/100 | (US) 91/100 (EU) 91/100 | (EU) 91/100 (US) 90/100 |